# Zéphirin Gerbe
Pour les articles homonymes, voir Gerbe.
Jean-Joseph Zéphirin Gerbe est un naturaliste français, né le 21 décembre 1810 à Bras dans le Var et mort le 26 juin 1890 dans cette même ville.

## Biographie
Il est préparateur au Collège de France et docteur ès sciences. Ses revenus modestes l’obligent à travailler pour des éditeurs. Ainsi c’est lui qui établit l’édition française de l’œuvre d'Alfred Edmund Brehm (1829-1884) sous le titre de La Vie des animaux illustrée... (quatre volumes de 1869 à 1870, édité à Paris par Baillière).
Gerbe fait paraître de très nombreuses publications sur les oiseaux, les mammifères et les poissons. En 1867, il enrichit notamment l’ouvrage Ornithologie européenne, ou Catalogue analytique et raisonné des oiseaux observés en Europe de Côme-Damien Degland (1787-1856). Ce livre sera l’ouvrage de référence des ornithologues européens durant de nombreuses années.